# توریونه اینا
توریونه اینا (به ایتالیایی: Torrione INA) یک آسمان‌خراش در ایتالیا است که در برشا واقع شده‌است.